# Pierre Audouin

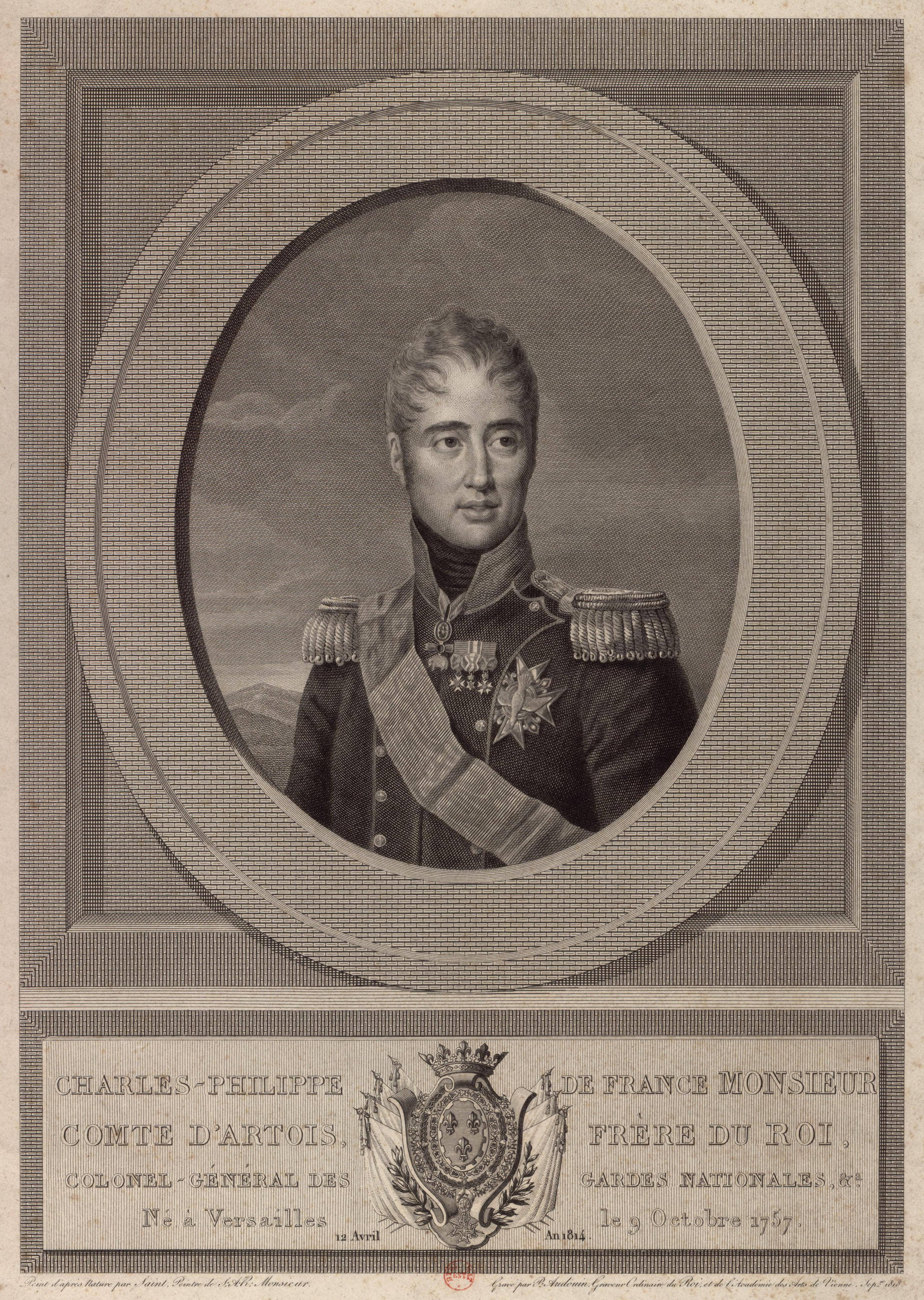
Retrato de Charles-Philippe de Francia, conde de Artois y hermano de Luis XVIII. Grabado realizado por Pierre Audouin en 1818.

Pierre Audouin (París, 1768 – Ibíd., 1822) fue un grabador francés.

## Obra
Discípulo de Jacques Firmin Beuvarlet, grabó para la serie Musée Français (1803-09) reproducciones de diversas pinturas ahora en el Louvre: de Correggio (Júpiter y Antíope), Eustache Le Sueur (Las musas Melpómene, Erato y Polimnia), Rafael Sanzio (La bella Jardinera)... También grabó El entierro de Cristo, cuadro capital de Caravaggio que en aquellos años se hallaba en París, rapiñado por Napoleón. Posteriormente esta obra fue devuelta a Italia y actualmente pertenece a la Pinacoteca Vaticana. 
En la época de la restauración borbónica posterior a Napoleón, Audouin grabó efigies de los príncipes de la familia real así como del general Wellington. Fue nombrado "grabador del rey".

### Grabador deLas meninas
Pierre Audouin es recordado por los estudiosos del arte español porque reprodujo Las meninas de Velázquez en 1791-1798, cuando el Museo del Prado aún no existía y el cuadro se conservaba en el Palacio Real.
Su grabado de Las meninas, el segundo más antiguo que se conoce del famoso cuadro (el primero lo hizo Goya hacia 1785), fue un encargo de la Compañía para el grabado de los cuadros de los Reales Palacios que se creó en Madrid en 1789. Audouin trabajó la matriz en París y nunca llegó a ver en persona el cuadro de Velázquez, por lo que tuvo que basarse en un dibujo de Antonio Martínez remitido desde Madrid, que era de pobre calidad y que explica el resultado poco satisfactorio de la reproducción, al margen de la buena técnica empleada por el grabador.
El fracaso comercial de las primeras estampas puestas a la venta llevó en 1797 a la quiebra de la compañía, cuyo primer accionista era el príncipe de Asturias, futuro Fernando VII. La matriz de Audouin se envió a Madrid pero no llegó a publicarse en ese momento, y posteriormente la Calcografía Nacional, a la que se habían transferido los materiales de la compañía privada, la estampó con una inscripción al pie que notificaba el traslado del cuadro de Velázquez al nuevo Museo del Prado.